# Archichlora monodi
Archichlora monodi is een vlinder uit de familie spanners (Geometridae). De wetenschappelijke naam van deze soort is voor het eerst geldig gepubliceerd in 1975 door Viette.
De soort komt voor in tropisch Afrika.